# La Mojonera
La Mojonera è un comune spagnolo  situato nella comunità autonoma dell'Andalusia.